# Cala des Frares
La Cala des Frares es una pequeña playa situada en la isla de Menorca, concretamente en término municipal de Ciudadela.

## Descripción
Esta playa se encuentra al lado del puerto de Ciudadela, desde allí se puede observar perfectamente el Castillo de San Nicolás. La playa es de piedra pequeña. Sin vegetación ni arena, es una playa de replanos. Para poder entrar y salir del agua se suben y bajan unas escaleras  de acero inoxidable de las de tipo piscina.
No hay ningún tipo de servicio y se puede acceder a pie desde el centro urbano o con el propio vehículo.